# Jessica Gomes
Pour les articles homonymes, voir Gomes.
Jessica Gomes, née le 25 septembre 1985 à Perth, est un mannequin australien, égérie des conglomérats LG Electronics et de Hyundai.

## Biographie
Jessica Gomes est née d'un père portugais, Zeca Gomes et d'une mère sino-singapourienne, Pay Yuen. Sa mère est née à Hong Kong et a grandi à Singapour tandis que son père est né au Portugal et a vécu à Paris. Ses parents ont ensuite émigré en Australie.
Elle a deux sœurs, Bianca et Giselle et un frère, Nathan.
À l'âge de 13 ans, sa mère l'inscrit à une école de mannequinat, Linda-Ann Model Academy dans la banlieue de Midland à Perth.

## Carrière
En 1998, Jessica Gomes apparaît comme figurante dans la mini-série australienne The Adventures of the Bush Patrol. Cette série lui permet de participer à un concours de mannequinat et de commencer sa carrière de mannequin.
En 2004, elle signe un contrat avec IMG Models. En 2005, elle s'installe à New York et partage la même chambre que Gemma Ward. Elle travaille dans la plupart des marchés principaux de l'Asie y compris Tokyo, Séoul, Hong Kong, Pékin et Shanghai car elle pense que les mannequins ont plus de succès sur le continent asiatique,.
En 2007, elle apparaît dans des publicités pour la Hyundai Sonata. Elle devient l'égérie du parfum Unforgivable de Estée Lauder et de Sean Combs.
En 2008, elle apparaît dans des publicités pour LG Cyon où elle joue au baseball avec l'équipe de baseball coréenne LG Twins et se fait connaître en Corée du Sud. En 2009, Jessica présente son émission de télé-réalité My name is Jessica Gomes diffusée sur le réseau coréen On Style.
Le 10 juin 2011, elle participe à la première saison de l'émission de télévision sud-coréenne Dancing with the Stars avec son partenaire Park Ji-woo et termine troisième.
En janvier 2012, elle révèle qu'elle est la voix du Maybach Music Group. Lors d'une interview, elle révèle qu'elle n'a pas été payée pour sa prestation vocale par le rappeur américain Rick Ross.
En 2013, elle pose pour la dixième production de l'artiste néo-zélandais Joanne Gair, connu pour ses peintures corporelles présentées par le magazine Sports Illustrated Swimsuit Issue. En mars, Jessica est annoncée comme la onzième pilote de Mazda6 Celebrity Challenge de Melbourne. Dans la compétition, d'autres personnalités ont confirmé leur participation à la compétition tels que Sir Chris Hoy, Matthew Cowdrey, Anna Meares, Em Rusciano, Mark Beretta, Shane Delia, Chris Tarrant et Magdalena Roze.
En 2017, elle apparaît aux côtés de Bruce Willis dans la comédie L.A. Rush.

## Publicités
- LG Electronics (Corée du Sud)
- Hyundai Sonata Transform (Corée du Sud)
- 2X Cass Beer (avec Lee Min Ho) (Corée du Sud)
- Brava (Corée du Sud)
- Enprani (Corée du Sud)
- Georgia Coffee (avec Cha Tae-hyun) (Corée du Sud)
- Fila (avec Park Tae-hwan) (Corée du Sud)
- Solomon Savings Bank (Corée du Sud)
- Mambo (Australie)